# مطار البقع
مطار البقع (بالإنجليزية: Albuq Airport)‏ هو مطار يقع في اليمن.